# Firth of Forth
Il fiordo di Forth o Firth of Forth (in gaelico scozzese Linne Foirthe) è l'insenatura (firth) creata dall'estuario del fiume Forth in prossimità di Edimburgo, città capitale della Scozia.
Si affaccia a est sul mare del Nord e su di esso insistono le suddivisioni amministrative di Fife a nord, Lothian Occidentale ed East Lothian a sud oltre alla citata Edimburgo.
Tra North Queensferry e South Queensferry è attraversato da tre ponti in direzione nord-sud, il Queensferry Crossing, il Forth Road Bridge e il  Forth Bridge.
La lunghezza totale del Firth of Forth è di circa 90 km e la sua profondità media è tra i 40 e i 60 m.

## Geografia ed economia
Geologicamente, il Firth of Forth è un fiordo costituito dal ghiacciaio del Forth nell'ultima era glaciale.
Vi sono molte città lungo la costa, come anche i complessi petrolchimici a Grangemouth, la darsena a Leith, l'ex sito di costruzione di piattaforme petrolifere a Methil, l'industria di smantellamento navi a Inverkeithing e la base navale a Rosyth, con numerose altre aree industriali inclusa quella di Forth Bridgehead (costituita da Rosyth, Inverkeithing e la parte meridionale del Dunfermline), Burntisland, Kirkcaldy, Bo'ness e Leven.
Il Kincardine Bridge, il Forth Road Bridge e il Forth Bridge consentono il traffico attraverso il firth. Un quarto attraversamento, situato presso il ponte di Kincardine, ha aperto nel 2008. Il 1º ottobre 2008 fu annunciato che il nuovo ponte sarebbe stato chiamato Clackmannanshire Bridge. Il Queensferry Crossing, un altro nuovo ponte stradale, è in costruzione lungo il Forth Road Bridge, e la sua apertura è prevista per il 2016.
Nel luglio 2007 un servizio passeggeri con hovercraft effettuò due settimane di prova tra Portobello, Edimburgo e Kirkcaldy, nel Fife. Questa prova di percorso (chiamata "Forthfast") fu considerata un grande successo, con un carico passeggeri medio dell'85%. Fu stimato che il servizio poteva tagliare il traffico dei pendolari sulle strade del Forth e sui ponti ferroviari trasportando circa 870.000 passeggeri l'anno. Il progetto è stato accantonato nel dicembre 2011.
La parte interna del firth, tra i ponti Kincardine e Forth, ha perso circa metà della sua zona intercotidale, in conseguenza della bonifica dei terreni ad uso sia agricolo che industriale e per i depositi di ceneri costruiti per scaricare i resti della centrale di Longannet, alimentata a carbone. Tra i villaggi storici che si trovano lungo la costa del Fife vi sono Limekilns, Charlestown e Culross, il villaggio del VI secolo dove nacque san Mungo.

## Isole del Firth of Forth
- Bass Rock
- Craigleith
- Cramond
- Eyebroughy
- Fidra
- Inchcolm
- Inchgarvie
- Inchkeith
- Inchmickery con Cow e Calf
- The Lamb
- Isle of May

## Villaggi sulla costa
- Costa settentrionale
  - Aberdour, Anstruther
  - Buckhaven, Burntisland
  - Caves of Caiplie, Cellardyke, Crail
  - Culross
  - Charlestown, Limekilns
  - Dalgety Bay, Dysart
  - Elie ed Earlsferry, East Wemyss, Elie
  - Inverkeithing
  - Kincardine, Kinghorn, Kirkcaldy
  - Leven, Lower Largo
  - Methil
  - North Queensferry
  - Pittenweem
  - Rosyth
  - Saint Monans

- Costa meridionale
  - Aberlady, Athelstaneford
  - Blackness, Bo'ness
  - Cockenzie, Cramond
  - Dirleton, Dunbar, Dunglass
  - Edimburgo
  - Fisherrow
  - Grangemouth, Granton, Gullane
  - Inveresk
  - Leith, Longniddry
  - Musselburgh
  - North Berwick
  - Port Edgar, Portobello, Port Seton
  - Prestonpans
  - South Queensferry
  - Whitekirk